# Bill Harvey
Bill Harvey, diminutivo di William Harvey (Grimsby, 1920 – Grimsby, 3 febbraio 2002) è stato un allenatore di calcio e calciatore inglese.

## Carriera

### Giocatore
Ha giocato nelle giovanili del Grimsby Town, club della sua città natale, con cui per due stagioni (dal 1937 al 1939) è anche stato aggregato alla prima squadra, senza comunque mai di fatto scendere in campo in partite di campionato. 
Durante gli anni della seconda guerra mondiale abbandona l'attività agonistica in quanto prende attivamente parte al conflitto con l'esercito britannico, riuscendo però nel corso degli anni '40 a giocare alcuni incontri con le maglie di Halifax Town e Carlisle Utd. Dopo la fine del conflitto mondiale ha giocato in vari club semiprofessionistici nei campionati non-League (Boston Utd, Scarborough, Spalding Utd, Bourne Town nella stagione 1950-1951 Peterborough Utd e nuovamente Spalding, con cui rimane fino al 1958, quando all'età di 38 anni si ritira).

### Allenatore
Dal 1958 al 1962 ha lavorato come vice allenatore al Bristol City, in seconda divisione. Nella stagione 1962-1963 ha allenato il Luton Town, club della seconda divisione inglese, con cui è retrocesso in terza divisione; è poi rimasto in carica come allenatore degli Hatters fino al 1º novembre 1964, quando dopo quasi una stagione e mezza trascorsa in terza divisione è stato esonerato. Negli anni successivi ha lavorato come vice allo Swindon Town (in terza divisione). Il 1º gennaio 1968 è invece tornato al Grimsby Town, in quarta divisione: il 1º gennaio 1969, esattamente un anno dopo il suo arrivo al club, è però stato esonerato.
Successivamente, nella stagione 1969-1970 lavora come vice allenatore al Cardiff City; trascorre poi la maggior parte degli anni '70 al Chelsea come parte dello staff tecnico del club, con l'incarico principale di occuparsi dello scouting degli avversari dei Blues, trascorrendo infine l'ultima parte del decennio al Northampton Town, nuovamente con un ruolo di vice allenatore.
Dal 1981 al 1991 lavora invece al Peterborough United, in quarta divisione: con i Posh ricopre il ruolo di vice allenatore e, in alcune stagioni, anche di fisioterapista del club, occupandosi in aggiunta anche di altri incarichi con la squadra riserve del club (per la quale sporadicamente ricopriva il ruolo di dirigente accompagnatore).

## Palmarès

### Giocatore

#### Competizioni regionali
- Lincolnshire Senior Cup: 1

Boston United: 1945-1946
- United Counties League: 1

Spalding United: 1954-1955
- United Counties League Cup: 1

Spalding United: 1954-1955
- Lincolnshire Senior A Cup: 1

Spalding United: 1952-1953